# Гаревая (Пермский край)
Гаревая — деревня в Пермском крае России. Входит в Чайковский городской округ.

## Географическое положение
Деревня расположена в восточной части Чайковского городского округа, на речке Гаревая, на расстоянии примерно 7 километров к юго-западу от города Чайковский, на дороге Чайковский — Фоки.

## История
Известна с 1781 года. В 1800 г. упоминается как «деревня Гарева, Душегубска тож». В 1834 году отмечено 12 хозяйств, в 1869 47 хозяйств. В советское время работал колхоз Краснофлотец, вошедший впоследствии в совхоз Гаревской . 
С 2004 по 2018 гг. деревня входила в Фокинское сельское поселение Чайковского муниципального района.

## Население
Постоянное население в 2002 году 528 человек (79% русские), в 2010 492 человек.

## Климат
Климат континентальный, с холодной продолжительной зимой и теплым коротким летом. Средняя годовая температура воздуха составляет 1,8о. Самым теплым месяцем является июль (18,2о), самым холодным  - январь (-14,7о), абсолютный максимум достигает 38о, абсолютный минимум  -49о. Снежный покров устанавливается в первой декаде ноября, максимальной высоты 44-45 см достигает во второй – третьей декадах марта и полностью оттаивает к концу апреля. Последние весенние заморозки приходятся в среднем на 22 мая, а первые осенние – на 19 сентября. Продолжительность безморозного периода составляет 119 дней..